# 1884 en droit
Cet article présente les faits marquants de l'année 1884 en droit.

## Événements

### Mars
- 21 mars, France : promulgation de la loi dite « Waldeck-Rousseau ». Elle abroge la loi Le Chapelier, et instaure la liberté syndicale[1],[2].

### Avril
- 5 avril, France : grande loi municipale définissant les principes généraux d’organisation, de tutelle et de compétences des communes. Régime uniforme et même traitement pour toutes les communes, quelle que soit leur taille[3]

### Juin
- 27 juin, France : adoption de la loi sur l’assurance contre les accidents du travail.

### Août
- 14 août, France : Révision constitutionnelle consolidant la république. Les sénateurs inamovibles sont supprimés et les collèges électoraux sont modifiés en faveur des zones urbaines dont la population s'accroît fortement par rapport aux circonscriptions rurales. Les prières publiques qui ouvraient les séances parlementaires sont supprimées.  Jules Ferry fait inscrire que « la forme républicaine du gouvernement ne pourra faire l'objet d'une proposition de révision »[4].